# الفتيات ذات الموارد الضئيلة (رواية)
الفتيات ذات الموارد الضئيلة (بالإنجليزية: The Girls of Slender Means)‏ هي رواية للكاتبة الإسكتلندية موريل سبارك، نشرت عام 1963، لأول مرة عن دار نشر ماكميلان في المملكة المتحدة وكنوبف في الولايات المتحدة.

## روابط خارجية
- الفتيات ذات الموارد الضئيلة على موقع الموسوعة البريطانية (الإنجليزية)